# Jacobine Veenhoven
Jacobine Veenhoven, nizozemska veslačica, * 30. januar 1984, Laren.
Z nizozemskim osmercem je na Poletnih olimpijskih igrah 2012 v Londonu osvojila bronasto medaljo.